# Fotografie (Garbo)
Fotografie è un album discografico di raccolta del cantautore italiano Garbo, pubblicato nel 1984. Contiene l'inedito Radioclima, con cui l'autore ha partecipato al Festival di Sanremo 1984 e nuove versioni di brani già editi.

## Tracce
1. Radioclima
2. Moderni
3. A Berlino... Va bene
4. Dance citadine
5. Vorrei regnare
6. Frontiere
7. Generazione
8. Al tuo fianco
9. Quanti anni hai?
10. In questo cielo a novembre
11. Auf wiedersehen

## Formazione
- Garbo – voce
- Massimo Luca – chitarra
- Dino D'Autorio – basso
- Roberto Colombo – tastiera, sintetizzatore
- Giuseppe Pagani – sax
- Antonella Ruggiero - voce e cori in "Quanti anni hai"